# Dittoceras maculatum
Dittoceras maculatum är en oleanderväxtart som beskrevs av Kerr. Dittoceras maculatum ingår i släktet Dittoceras och familjen oleanderväxter. Inga underarter finns listade i Catalogue of Life.